# Красное (Котельничский район)
Красное — деревня в Котельничском районе Кировской области в составе Чистопольского сельского поселения.

## География
Располагается на расстоянии примерно 50 км по прямой на юг-юго-запад от райцентра города Котельнич.

## История
Известно с 1763 года как починок Краснопольский с населением 23 человека, в 1873 здесь дворов 23 и жителей 190, в 1905 (уже деревня Краснопольская) 48 и 307, в 1926 (Красное или Краснопольское) 63 и 344, в 1950 (деревня Красно) 45 и 198, в 1989 (деревня Красные) 66 жителей. Настоящее название утвердилось в 1998 году.

## Население
Постоянное население составляло 71 человек (русские 99 %) в 2002 году, 35 в 2010.